# Eric Haydock
Eric John Haydock (Stockport (Cheshire), Verenigd Koninkrijk, 3 februari 1943 – 5 januari 2019) was een Britse gitarist, bekend geworden als de eerste basgitarist van The Hollies (1962-1966).

## Muzikale loopbaan
Haydock sloot zich in 1960 aan bij een bandje in Manchester, Kirk Daniels & The Deltas, waarin hij samenspeelde met zanger Kirk Daniels en zijn latere Hollies-maatjes Allan Clarke en Graham Nash. Later was hij lid van The Dolphins, waar ook gitarist Tony Hicks en drummer Bobby Elliott speelden, eveneens twee latere Hollies-collega's. In 1962 was hij bassist in The Emperors of Rhythm, de band waaruit The Hollies zouden voortkomen. Met zijn Fender Bass VI was hij in de prille jaren zestig een bijzondere verschijning op de Engelse podia.
Haydock hield zich als Hollie nogal op de achtergrond, maar zijn gedegen spel vormde, samen met het slagwerk van Bobby Elliott een goede basis voor de sound van de groep. Dat hij begin 1966 toch uit de band werd gezet, lag dan ook niet aan zijn muzikale kwaliteiten. Hij kreeg in toenemende mate wrijving met de overige bandleden over de te volgen koers en de anderen verweten hem te laat komen bij concerten en plaatopnamen. Bernie Calvert, die Haydocks plaats bij The Dolphins had ingenomen, werd nu zijn opvolger bij The Hollies.
Na zijn ontslag bij de band bleef Haydock muziek maken. Hij werd de spil van een rhythm and blues-band Haydock's Rockhouse. In de jaren tachtig  liftte hij mee op de hernieuwde belangstelling voor de muziek van de sixties en speelde Hollies-nummers met een nieuwe band. Toen die zich al te erg als Hollies begon te presenteren, leidde dat tot juridische conflicten met de nog steeds bestaande groep. De echte Hollies wonnen en Haydock mocht zich niet langer afficheren als Eric Haydock van The Hollies of zijn band als Eric Haydock & The Hollies. Wel mocht hij voorheen van the Hollies op de affiches laten zetten.
Tussen 2004 en 2007 speelde hij in The Class of '64, met onder meer "Chip" Hawkes van The Tremeloes. Ook werkte hij met een andere gelegenheidsband Legends of the Sixties, waarin ook oud-Kinksdrummer Mick Avory speelde. 
In maart 2010 stond een verlegen Eric Haydock toch weer samen met vier andere oud-Hollies op het podium, toen de band werd opgenomen in de Rock and Roll Hall of Fame. Bij die gelegenheid werd hij door Graham Nash als "a fine bass player"' omschreven.
Op 6 januari 2019 werd bekendgemaakt dat hij daags ervoor op 75-jarige leeftijd was overleden.

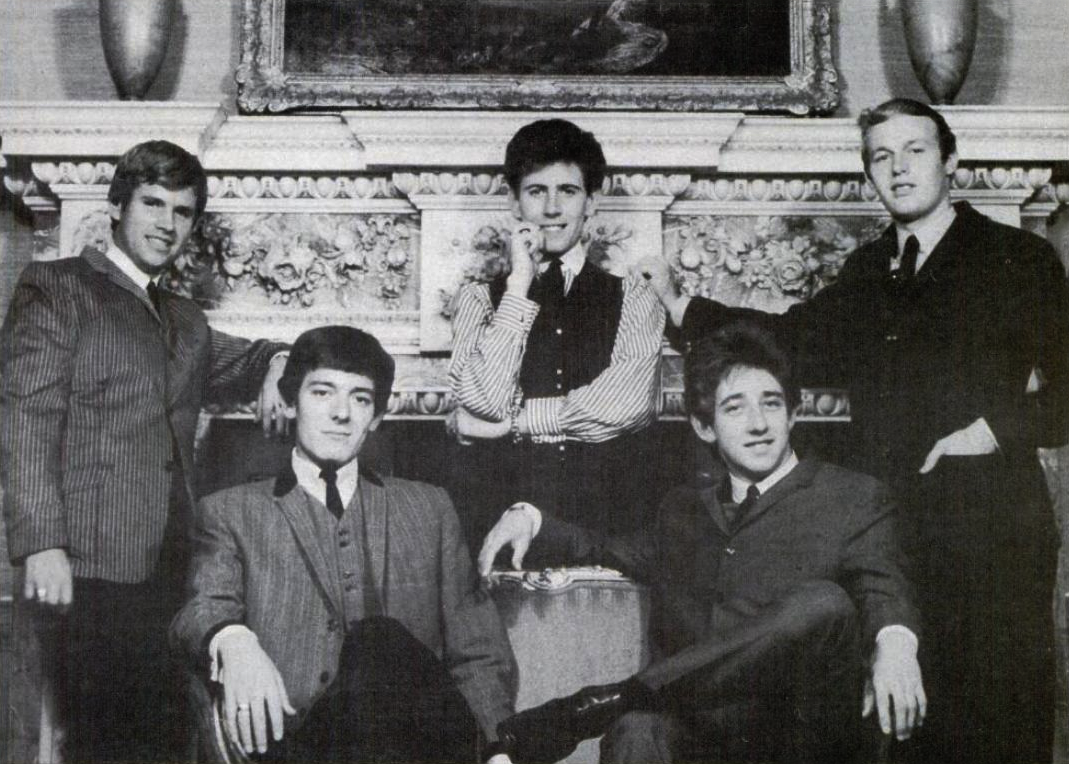
Haydock (links) als een van The Hollies in 1965.
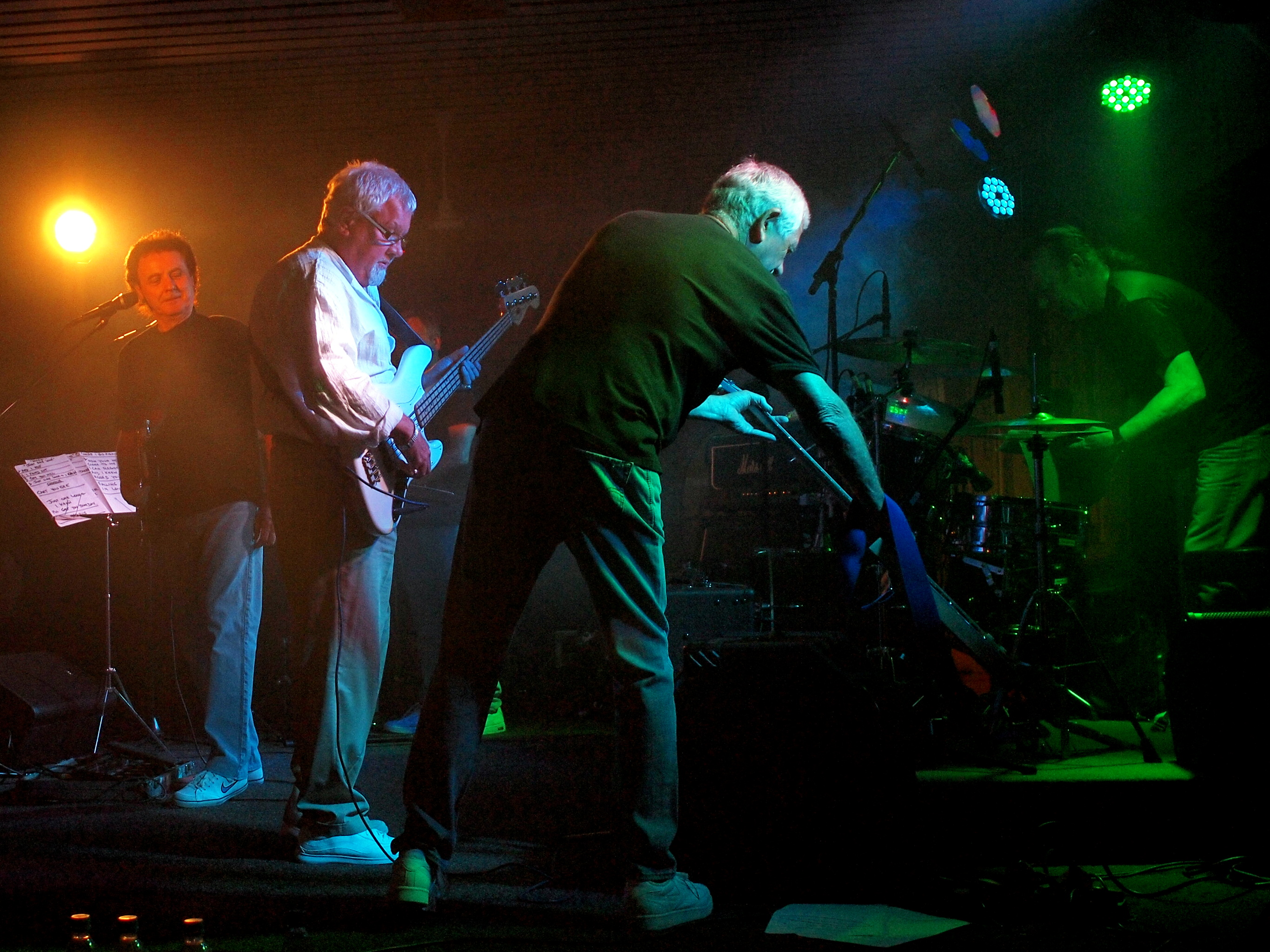
Haydock (tweede van links) met The Swinging Blue Jeans in 2013